# Monastère de Troyan

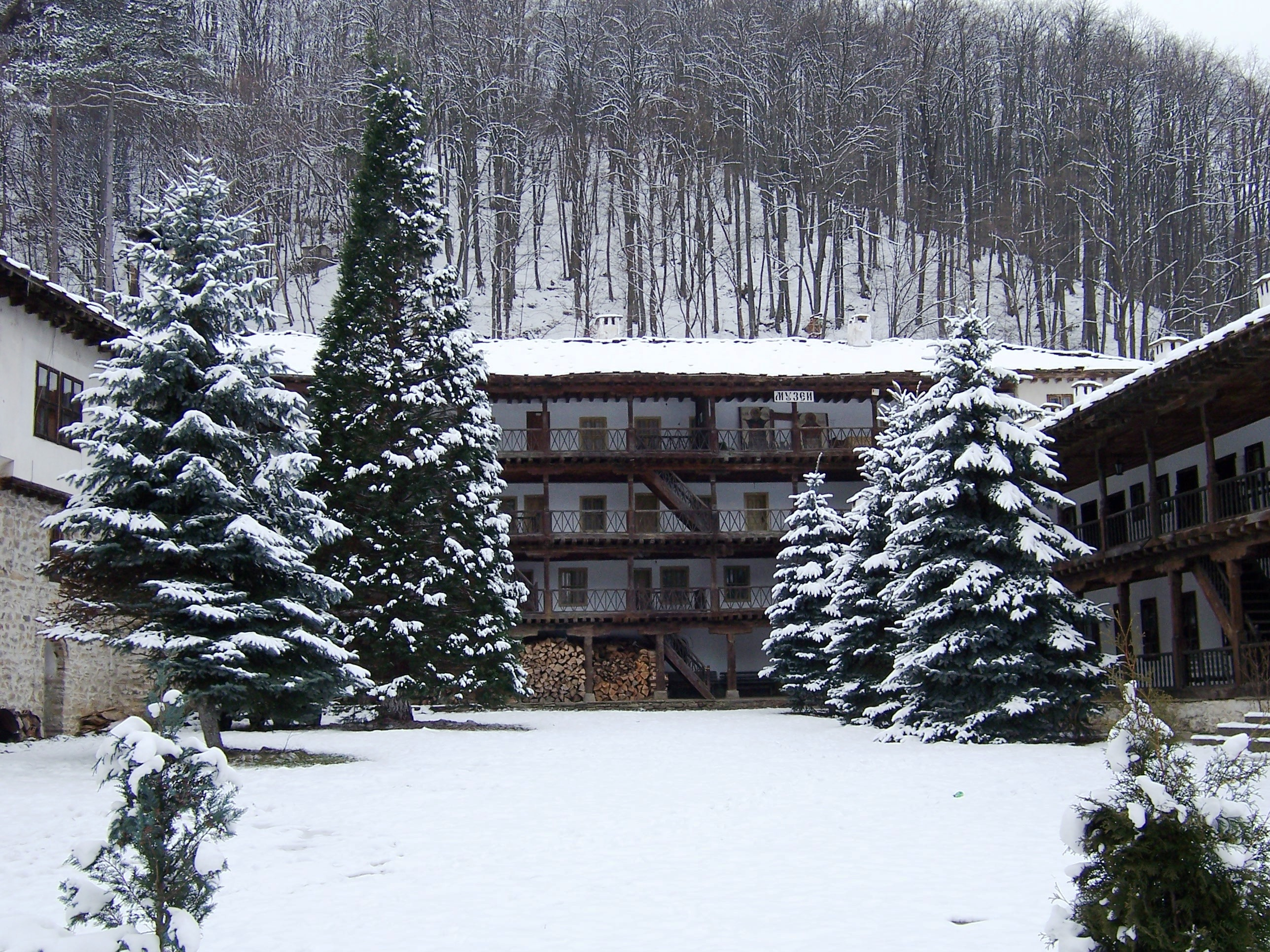
Cour du monastère de Troyan sous la neige

Le monastère de Troyan (dit Troyanski) est le plus grand monastère dans la chaîne du Balkan. Il se situe à 10 km au sud-est de la ville de Troyan, dans la province de Lovetch, au pied du versant Tchukarka, en Bulgarie. Le monastère est dédié à sainte Marie.
Les débuts du monastère de Troyan remontent vers l'an 1600 lorsqu'un moine et son élève s'établirent en ce lieu.
L'icône du monastère de Troyan est considérée par les fidèles comme miraculeuse. Représentant sainte Marie avec l'enfant Jésus, elle est appelée encore l'icône de la sainte Marie aux 3 mains, à cause d'une main coupée en bas du dessin, celle de saint Jean de Damas.

## Galerie

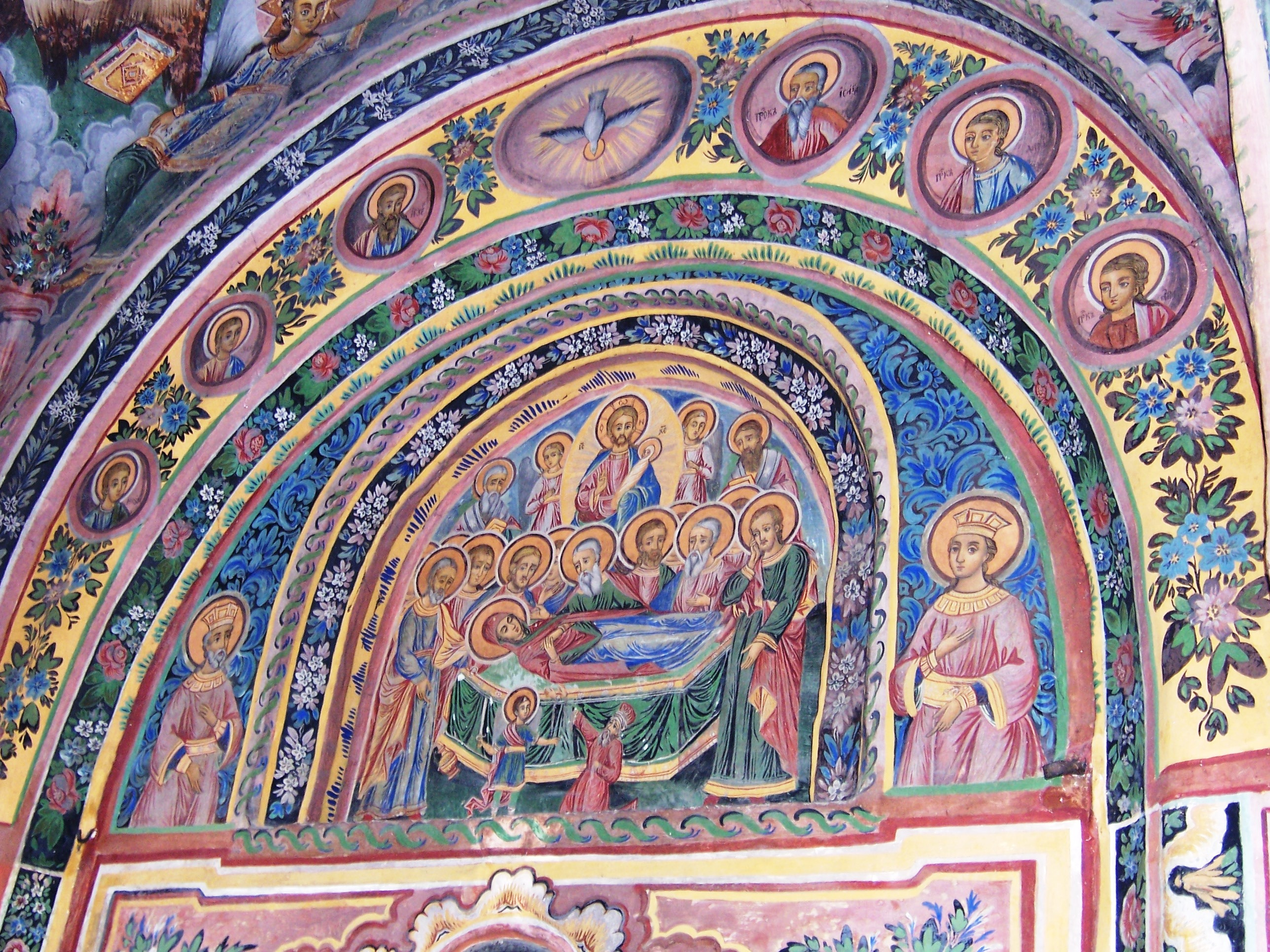
Dormition de la Vierge Marie
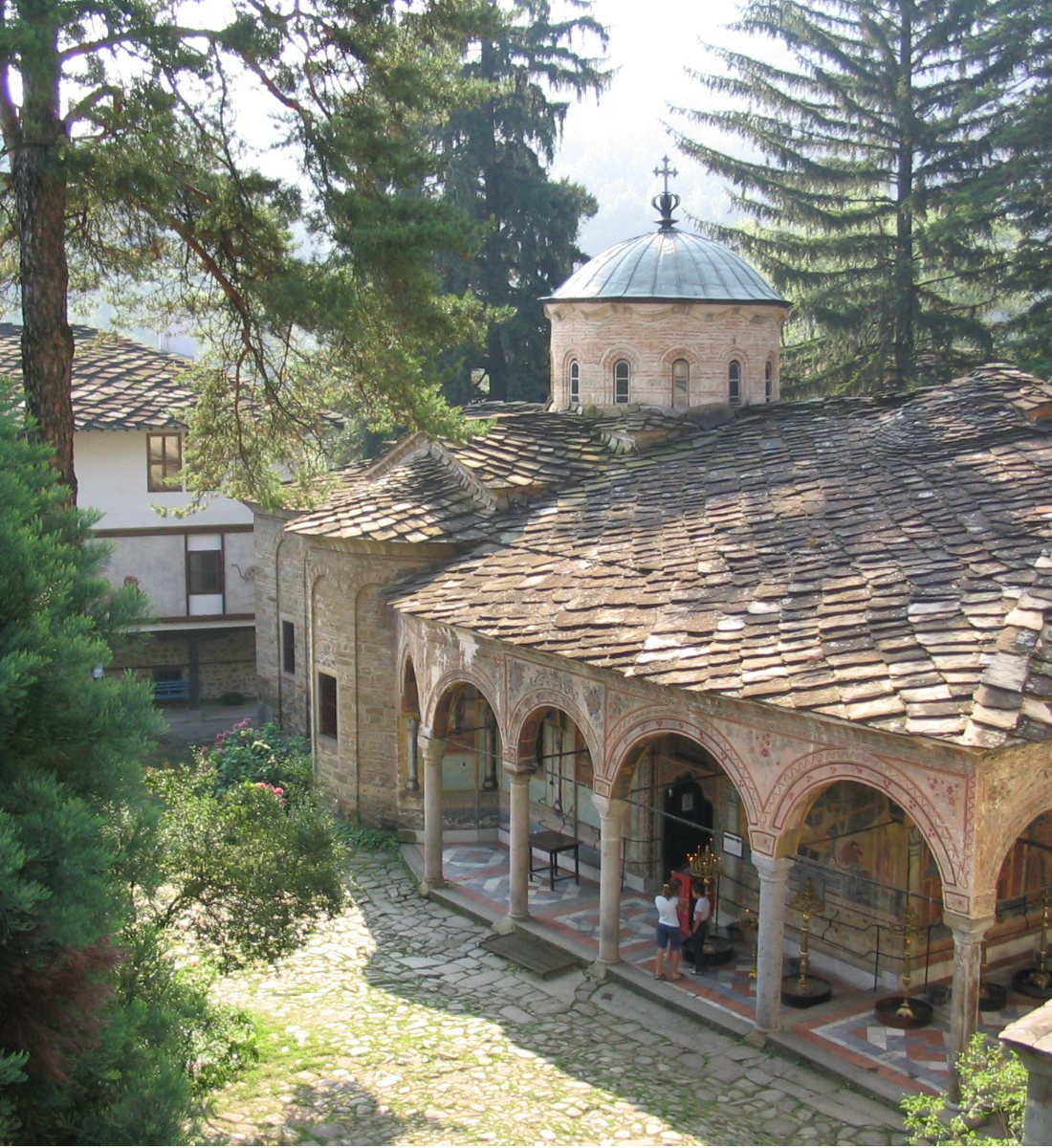
Vue du monastère
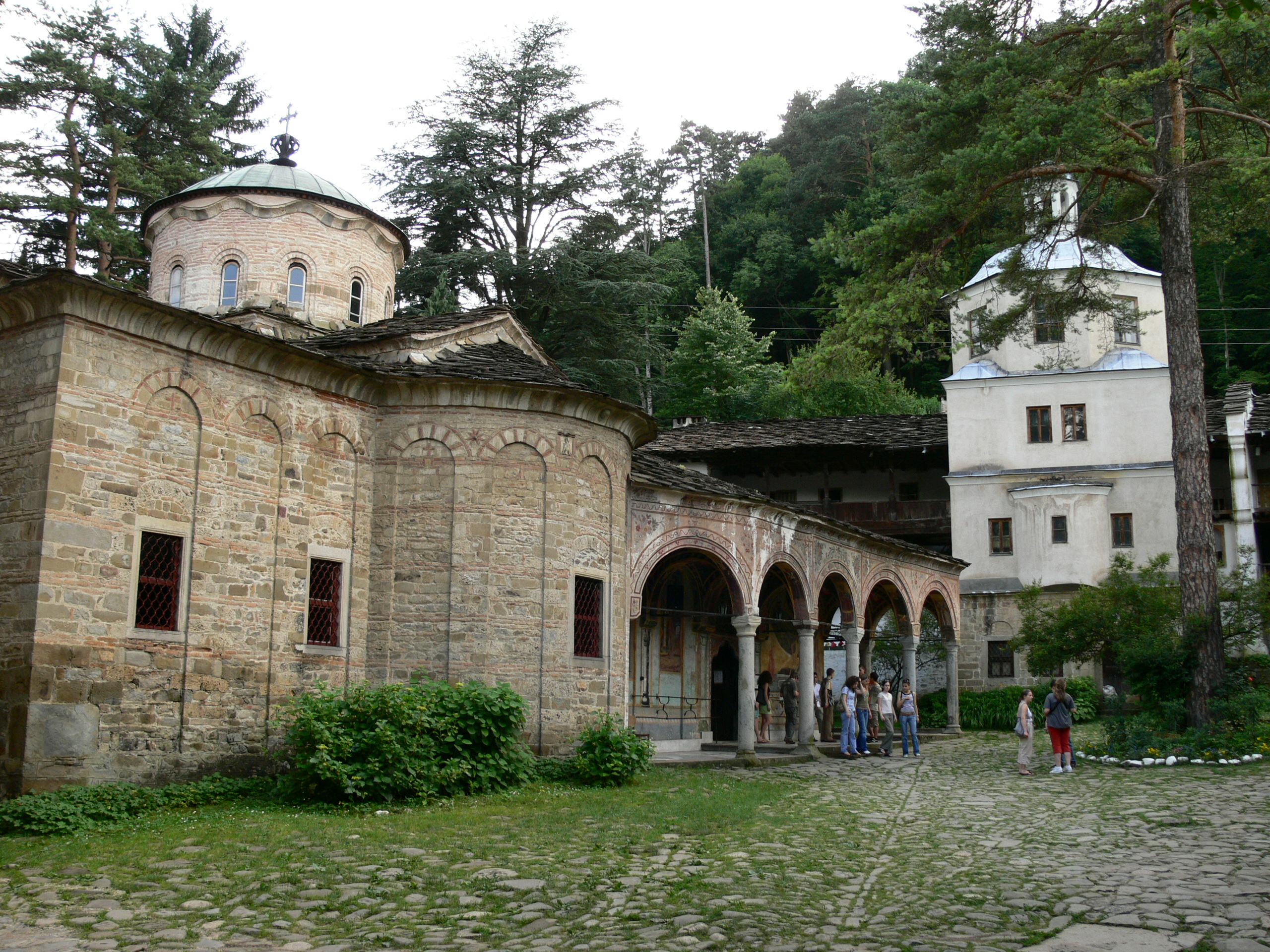
Vue du cloître